# Канонерские лодки типа «Гиляк II»
Канонерские лодки типа «Гиляк II» — серия из четырёх мореходных канонерских лодок, построенных в 1906—1908 годах для Сибирской флотилии Российского императорского флота. Прототипом послужила погибшая в Порт-Артуре канонерская лодка
«Гиляк».

## История службы
9 октября 1908 года «Гиляк II» и «Кореец II» отправлены на Тихий океан. В декабре 1908 года экипажи канлодок оказывали помощь жителям Мессины, пострадавшим от землетрясения. 24 декабря 1908 года прибыли в Пирей, откуда были возвращены в Кронштадт.
В период первой мировой войны входили в состав флангово-шхерной позиции, выставляли мины в Рижском заливе, проводили обстрелы позиций противника в прибрежной полосе. 6 (19) августа 1915 года в 20 часов 30 минут у острова Кюно (Кихну) «Сивуч II» под командованием капитана II ранга П. Черкасова возвращаясь в Моонзунд с канонерской лодкой «Кореец II», после постановки мин у Усть-Двинска, вступил в бой с германским крейсером «Аугсбург» и миноносцами V-29 и V-100. В результате 32-минутного боя «Сивуч» потерял ход и был добит подошедшими германскими линкорами «Позен» и «Нассау». «Кореец II» выбросился на берег и взорван командой.
«Гиляк II» 3 апреля 1918 года подорвана экипажем и затонула в Або. Позже поднята финнами и сдана на слом.
«Бобр II» в апреле 1918 года лодка была брошена экипажем в порту и захвачена немецкими и финскими войсками, после чего уведена ими в Эстонию, где переоборудована в плавучую мастерскую «Бибер».
После революции в Германии в плохом техническом состоянии, без орудийных замков, достался эстонцам, став одним из первых боевых кораблей эстонских ВМС. Через месяц, после заводского ремонта, под именем «Лембит», лодка принимает участие в отражении наступления на Ревель частей Красной армии. Во время Наступления Северного корпуса «Лембит» неоднократно осуществлял высадку и прикрытие десантов в тылу советских войск.
Лодка находилась в составе эстонского флота до 1927 года, когда была сдана на слом.

## Представители проекта
| Название                    | Заложен    | Спуск      | В строю    | Флот           | Статус                           |
| --------------------------- | ---------- | ---------- | ---------- | -------------- | -------------------------------- |
| «Гиляк II»                  | 28.4.1906  | 14.10.1906 | 23.10.1907 | БФ             | Исключён из списков в 1918 году. |
| «Кореец II»                 | 26.11.1906 | 10.5.1907  | 12.10.1907 | БФ             | погиб 6.8.1915                   |
| «Бобр II» с 1918 — «Лембит» | 30.5.1906  | 30.5.1907  | 24.7.1907  | БФ ВМС Эстонии | Исключён из списков в 1927 году. |
| «Сивуч II»                  | 30.5.1906  | 19.7.1907  | 24.7.1907  | БФ             | погиб 6.8.1915                   |